# مات كلارك (لاعب كرة قدم)
مات كلارك (بالإنجليزية: Matt Clark)‏ (16 نوفمبر 1992 في المملكة المتحدة - ) هو لاعب كرة قدم بريطاني في مركز الوسط. لعب مع سويندون تاون ونادي سالزبري سيتي وأكسفورد سيتي وفروم تاون ‏ وNorth Leigh F.C. ‏.

## وصلات خارجية
- مات كلارك على موقع قاعدة بيانات كرة القدم.إي يو (الإنجليزية)
- مات كلارك على موقع Soccerbase.com (لاعب) (الإنجليزية)